# ADK (游戏公司)
ADK株式会社，原称阿尔法电子是曾经的日本电子游戏制作公司，1980年7月成立，位于日本琦玉县。“ADK”是阿尔法（Alpha）、电子（Denshi）、株式会社（Kabushiki kaisha）的缩略词。公司起先开发街机游戏，但因他们的SNK Neo Geo作品程序库而最为知名，它们主要在1990年和SNK为合作伙伴时期制作。他们最为知名的是格斗游戏，特别是世界英雄系列。公司2000年宣布破产，2003年房产售给SNK Playmore（2016年重新更名為SNK）。

## 作品
愛之冒險トレジャーギア
梦幻小妖精
心跳魔女神判
君之勇者